# Sven Hackmann
Sven Hackmann ist ein ehemaliger deutscher Schwimmer.

## Werdegang
Der vom Wedeler TSV stammende Hackmann wurde mit der SG Elbe mehrmals deutscher Jugendmeister. Im Februar 1989 erreichte er beim Weltcup in Bonn über 200 Meter Rücken den zweiten Platz und wurde bei der Deutschen Meisterschaft im Juni 1989 über dieselbe Strecke Dritter.
Der mittlerweile für die SG Hamburg antretende Hackmann schwamm im Winter 1991/92 bei einem Wettkampf in Bonn über 400 Meter Freistil mit 3:45,70 Minuten eine Weltklassezeit. Er war ein Kandidat für die Olympischen Sommerspiele 1992, als in einer Anfang Januar 1992 von ihm während eines Trainingslagers in Flagstaff (US-Bundesstaat Arizona) abgegebenen Dopingprobe der verbotene Wirkstoff Nandrolon nachgewiesen wurde. Laut Hackmann hatte er Anfang Dezember 1991 in Los Angeles wegen Schmerzen im Ellenbogen eine Spritze erhalten und dem Arzt zuvor darauf hingewiesen, dass diese keine Steroide enthalten dürfe. Hackmann wurde vom Deutschen Schwimmverband mit der Höchststrafe belegt und für sechs Monate gesperrt.
Anfang 1993 gewann der inzwischen im US-Bundesstaat Kalifornien trainierende Hackmann Wettkämpfe in Long Beach über die Strecken 200 Meter Freistil und 1000 Yards Freistil.